# Sabrina Pradler
Sabrina Hering-Pradler (16 de febrero de 1992) es una deportista alemana que compite en piragüismo en la modalidad de aguas tranquilas. Ganó una medalla de bronce en el Campeonato Europeo de Piragüismo de 2021, en la prueba de K1 5000 m.

## Palmarés internacional
| Campeonato Europeo | Campeonato Europeo | Campeonato Europeo | Campeonato Europeo |
| Año                | Lugar              | Medalla            | Competición        |
| ------------------ | ------------------ | ------------------ | ------------------ |
| 2021               | Poznań (Polonia)   | Medalla de bronce  | K1 5000 m          |